# Мэйн, Падди
Роберт Блэр «Падди» Мэйн DSO3 (англ. Robert Blair "Paddy" Mayne; 11 января 1915 — 14 декабря 1955) — британский ирландский военный и спортсмен; подполковник Британской армии; один из основателей Особой воздушной службы вооружённых сил Великобритании. Входит в число обладателей наибольшего количества государственных наград (при этом среди них нет Креста Виктории), полученных за службу во время Второй мировой войны: как участник операций в Северной Африке, прославился уничтожением в ходе диверсии 47 самолётов люфтваффе. Вне военной службы был боксёром-любителем, регбистом (играл за сборную Ирландии и команду «Британские львы») и юристом.

## Ранние годы
Роберт Блэр Мэйн родился 11 января 1915 года в городе Ньютаунардс (графство Даун, Северная Ирландия) в протестантской семье и был шестым из семи детей. Мэйны проживали в имении Маунт-Плезант, находившемся на холмах рядом с Ньютаунардсом, и были известными землевладельцами, которым принадлежали несколько компаний Ньютаундарса в сфере розничной торговли. Своё имя Роберт Блэр получил в честь троюродного брата, участвовавшего в Первой мировой войне. Один из его предков по отцовской линии, Гордон Тёрнбулл, участвовал в битве при Ватерлоо в составе кавалерийского полка Серых королевских шотландцев, который сумел разгромить французскую кавалерию в том бою.
Мэйн учился в школе Реджент-Хаус, где занимался регби: он играл за команду школы и за клуб «Ардс» с 16 лет. Параллельно он занимался крикетом и гольфом, а также проявил хорошие способности стрелка в местном стрелковом клубе. По окончании школы он поступил в Университет Квинс в Белфасте, где изучал право, намереваясь стать солиситором; также выступал в регбийной команде университета и за команду Ольстера. В университете он занялся боксом, став чемпионом Ирландии среди студентов в августе 1936 года в категории тяжеловесов. Позже он вышел в финал студенческого чемпионата Великобритании, где проиграл по очкам. Через год он с гандикапом 8 выиграл Президентский кубок гольф-клуба Скрабо (англ. Scrabo Golf Club President's Cup). Во время учёбы он также проходил военные сборы в учебном офицерском корпусе (англ. Officer Training Corps) при университете Квинс.
3 апреля 1937 года состоялся дебют Мэйна в сборной Ирландии по регби матчем против Уэльса: в классическом регби (регби-15) он играл на позиции правого лока (форварда второй линии) под номером 5. Всего он сыграл за сборную Ирландии шесть матчей, заработав три очка благодаря попытке, занесённой 12 февраля 1938 года в зачётную зону сборной Англии. Последним для него в карьере за сборную Ирландии стал матч 11 марта 1939 года против Уэльса. В 1938 году он также участвовал в турне команды Британские львы» по Южной Африке. Команда «Львов» проиграла первый матч, однако южноафриканские газеты высоко оценили игру Мэйна:

[Он был] выдающимся игроком команды, которая яростно и безустанно выполняла сложнейшую задачу.
Оригинальный текст (англ.)[he was] outstanding in a pack which gamely and untiringly stood up to the tremendous task.

Мэйн сыграл 17 матчей против местных клубов и команд провинций, а также три тест-матча против сборной Южной Африки (всего в том турне «Львы» сыграли 24 матча). В то же время в Южной Африке проявился буйный нрав Мэйна: он вламывался нередко в номера коллег по сборной; помогал сбежать из-под стражи одному своему новому другу, который работал на строящемся стадионе «Эллис Парк», а однажды сбежал с официального ужина, чтобы поохотиться на антилоп. После турне он перешёл в белфастскую команду «Мэлоун».
В 1939 году Мэйн окончил университет Квинс, начав работать в белфастской компании «George Maclaine & Co»: до этого он сотрудничал с «TCG Mackintosh» на протяжении пяти предыдущих лет. В то время газеты писали о его последних трёх матчах за сборную следующее:

Мэйн, чья тихая и почти безжалостная эффективность прямо противоречит выпирающий энергичности О’Лафлина, кажется внешне медленным. Однако он способен пролететь поле с невероятной для своего телосложения скоростью, как выяснили очень многие трёхчетвертные и фулбэки.
Оригинальный текст (англ.)Mayne, whose quiet almost ruthless efficiency is in direct contrast to O'Loughlin's exuberance, appears on the slow side, but he covers the ground at an extraordinary speed for a man of his build, as many a three quarter and full back have discovered.

Карьеру Мэйна в юриспруденции и регби прервала Вторая мировая война.

## Вторая мировая война

### Начало войны
В марте 1939 года, ещё до начала Второй мировой войны Мэйн вступил во Вспомогательный резерв (англ. Supplementary Reserve) в Ньютаундарсе и был направлен в Королевский полк артиллерии, начав службу в 5-й лёгкой зенитной батарее 8-го зенитного артиллерийского полка, позже переименованного в 8-й (Белфастский) тяжёлый зенитный артиллерийский полк (англ. 8th (Belfast) Heavy Anti-Aircraft Regiment). Позже батарею перевели в 9-й зенитный артиллерийский полк, он же 9-й (Лондондеррийский) тяжёлый зенитный артиллерийский полк (англ. 9th (Londonderry) Heavy Anti-Aircraft Regiment) для службы в заморских владениях, а Мэйн был отправлен сначала в 102-й тяжёлый зенитный артиллерийский полк (англ. 102nd Heavy Anti-Aircraft Regiment), а потом и в 66-й лёгкий зенитный артиллерийский полк в Северной Ирландии. С апреля 1940 года он проходил службу в полку Королевских ольстерских стрелков.
После Дюнкеркской операции и призывов Уинстона Черчилля создать отряд для диверсионных рейдов Мэйн записался в шотландский отряд коммандос No. 11 Commando. В июне 1941 года он принял боевое крещение в Сирийско-Ливанской операции в звании второго лейтенанта, приняв участие в битве на реке Литани против вишистов. Командовавший операцией майор Дик Педдер (англ. Dick Pedder) из Лёгкого пехотного полка горцев погиб в бою, а отличившийся в операции Мэйн был удостоен упоминания в донесениях.

### Перевод в SAS и начало службы
Лейтенант отряда No. 11 Commando Оуэн Макгонигал (англ. Eoin McGonigal) порекомендовал капитану Дэвиду Стирлингу Падди Мэйна в качестве кандидата в новую Особую воздушную службу. История с переводом Мэйна в SAS связана со скандалом: вечером 21 июня 1941 года на Кипре Мэйн затеял драку с майором Чарльзом Нейпиром (англ. Charles Napier) и сбежал, вернувшись в часть только на следующее утро. Подполковник Джеффри Киз провёл собственное расследование событий и установил, что Мэйн действительно был причастен к драке. 23 июня Мэйн предстал перед дивизионным командиром, бригадиром Родуэллом, и дал показания. По его словам, у него сложились неприязненные отношения с Нейпиром, который не участвовал в битве на реке Литани, а во время отсутствия Мэйна на своём посту даже пристрелил его собаку. Мэйн был потрясён гибелью своего любимца и разозлился на Нейпира. Как позже было установлено, вечером 21 июня он напился в офицерской столовой, дождался Нейпира и серьёзно избил его. Согласно дневникам Киза, Мэйн был исключён из личного состава отряда коммандос. Вместе с тем позже стали плодиться слухи, что Мэйн был брошен в тюрьму и именно там его нашёл капитан Стирлинг.
С ноября 1941 и до конца 1942 года Падди Мэйн принял участие во множестве разведывательно-диверсионных операцией за линией фронта, проходивших в пустынях Египта и Ливии: бойцы SAS занимались уничтожением самолётов люфтваффе, стоявших на авиабазах. Мэйн предложил одним из первых использовать военные джипы, чтобы атаковать вражеские аэродромы и мгновенно уходить (действие по принципу «ударил-убежал»). По некоторым подсчётам, за всю свою службу Мэйн участвовал в уничтожении свыше 100 самолётов.
14 декабря 1941 года Мэйн провёл первую успешную диверсию в Вади-Тамет, где находились не только самолёты немцев, но и склады с горючим. Именно эта диверсия стала аргументом в пользу сохранения Особой воздушной службы, поскольку прежние операции проваливались. За успешную операцию Мэйн был награждён орденом «За выдающиеся заслуги», а 24 февраля 1942 года был упомянут в донесениях. О рейде в Вади-Тамет в собственном отчёте Мэйн писал следующее:

На аэродроме или в его окрестностях врагу нанесён следующий урон:
(a) Бомбы были заложены в 14 самолётах.
(b) 10 самолётов были выведены из строя после того, как были уничтожены их приборные доски.
(c) Взорваны бомбы и склады с горючим.
(d) К побережью отправлена разведка, однако ничего, кроме пустых хижин, она не обнаружила.
(e) Взорваны несколько телеграфных столбов.
(f) Мы проследили за несколькими итальянцами и обстреляли из пистолетов и пистолетов-пулемётов хижину, откуда они выбежали. Затем заложили бомбы рядом. Предполагается, что внутри было около 30 человек. Нанесённый урон неизвестен.
Оригинальный текст (англ.)The following damage was done on or in the vicinity of the aerodrome:
(a) Bombs were placed on 14 aircraft.
(b) 10 aircraft were damaged by having instrument panels destroyed.
(c) Bomb and petrol dumps were blown up.
(d) Reconnaissance was made down to the seafront but only empty huts were found.
(e) Several telephone poles were blown up.
(f) Some Italians were followed, and the hut they came out of was attacked by sub-machine gun and pistol fire and bombs were placed on and around it. There appeared to be roughly thirty inhabitants. Damage inflicted unknown.

26 июля 1942 года Мэйн провёл самую успешную диверсию SAS в Северной Африке: он вместе со Стирлингом на 18 джипах отправился в рейд на аэродром Сиди-Ханейш. Им удалось пройти незамеченными и уничтожить до 40 немецких самолётов: в ходе операции они потеряли три джипа и двух человек убитыми. Операция обеспечила дальнейшее существование SAS.

### Командир SAS
В январе 1943 года Стирлинг попал в плен к немцам. 1-й полк Особой воздушной службы был разделён на две части: Особый рейдовый эскадрон (англ. Special Raiding Squadron / SRS) и Особая лодочная секция (позже известная как Особая лодочная служба). Мэйн был назначен командиром эскадрона и с ним участвовал в Итальянской кампании до капитуляции Италии. На Сицилии он заработал планку к ордену «За выдающиеся заслуги» со следующей мотивировкой:

10 июля 1943 года майор Мэйн провёл две успешные операции: первой из них стал захват батареи береговой обороны, что стало жизненно важным для обеспечения безопасной высадки 13-го корпуса. К наступлению ночи SRS захватил ещё три батареи, 450 человек взял в плен, а также уничтожил от 200 до 300 итальянских военных. Вторая операция заключалась в захвате и удерживании города Аугуста. Высадка состоялась днём и стала наиболее рискованной комбинированной операцией. Благодаря продемонстрированной смелости удалось оттеснить итальянцев с занятых ими позиции, а также спасти множество складов и снаряжения от подрыва врагами. В обеих операциях именно отвага, решительность и превосходные лидерские качества майора Мэйна принесли победу. Он лично вёл свой отряд, высадившийся из транспортного корабля, несмотря на встречный плотный пулемётный огонь. Благодаря этому действию он сумел выйти на сушу, где можно было перегруппироваться и откуда можно было начать штурмовать вражеские позиции.
Оригинальный текст (англ.)On 10 July 1943, Major Mayne carried out two successful operations, the first the capture of CD battery the outcome of which was vital to the safe landing of 13 Corps. By nightfall SRS had captured three additional batteries, 450 prisoners, as well as killing 200 to 300 Italians. The second operation was to capture and hold of the town of Augusta. The landing was carried out in daylight – a most hazardous combined operation. By the audacity displayed, the Italians were forced from their positions and masses of stores and equipment were saved from enemy demolition. In both these operations it was Major Mayne's courage, determination and superb leadership which proved the key to success. He personally led his men from landing craft in the face of heavy machine-gun fire. By this action, he succeeded in forcing his way to ground where it was possible to form up and sum up the enemy's defences.

В январе 1944 года Мэйн был произведён в подполковники и назначен командиром 1-го полка Особой воздушной службы. С этим полком он прошёл заключительные сражения Второй мировой войны в Западной Европе (Франция, Нидерланды, Бельгия и Германия), нередко сражаясь бок-о-бок с французскими маки. За проявленные лидерские качества и непроявление страха перед опасностью при оказании помощи французским партизанам, Мэйн был удостоен второй планки к ордену «За выдающиеся заслуги» со следующей мотивировкой:

Подполковник Р. Б. Мэйн, кавалер ордена «За выдающиеся заслуги», командовал 1-м полком Особой воздушной службы во время военных операций на территории Франции. 8 августа 1944 года он был сброшен на базе операции «Хаундсуорт» к западу от Дижона, с целью объединить и возглавить все доступные части его полка, а также подготовить их к организации массового воздушного десанта, намечавшегося около Парижа. Далее он на джипе в течение дня сумел добраться до базы операции «Гэйн», совершив весь этот переход за один день. С приближением союзных сил он преодолел линию фронта на джипе, связавшись с американскими частями, и затем провёл ещё 20 джипов, специально десантированных с воздуха для операции «Уоллес». В течение последующих недель он успешно четыре раза переходил линию фронта, сопровождая прибывающие подкрепления. Исключительно благодаря отличным лидерским качествам подполковника Мэйна и подаваемому примеру, а также его крайнему непроявлению страха перед опасностью отряд сумел добиться таких успехов в ходе наступления.
Оригинальный текст (англ.)Lt-Col. R.B.Mayne DSO has commanded 1 SAS Regiment throughout the period of operations in France. On 8 August 1944, he was dropped to Operation Houndsworth base, located west of Dijon, in order to co-ordinate and take charge of the available detachments of his Regiment and co-ordinate their activities with a major Airborne landing which was then envisaged near Paris. He then proceeded in a jeep in daylight to motor to the GAIN base making the complete journey in one day. On the approach of Allied Forces, he passed through the lines in his jeep to contact the American Forces and to lead back through the lines his detachment of twenty jeeps landed for Operation WALLACE. During the next few weeks, he successfully penetrated the German and American lines on four occasions in order to lead parties of reinforcements. It was entirely due to Lt-Col.Mayne's fine leadership and example, and his utter disregard for danger, that the unit was able to achieve such striking successes.

За время войны Мэйн стал одним из наиболее часто награждаемых офицеров Британской армии: он получил итого три планки к ордену «За выдающиеся заслуги», став четырёхкратным кавалером этого ордена за войну, чего добивались всего семь британцев. Также после войны он был награждён французским орденом Почётного легиона в звании офицера и Военным крестом Второй мировой войны.

### Репутация
Скандальная репутация Мэйна сложилась ещё в 1938 году, когда про него пресса писала, что он «громил гостиничные номера и дрался с докерами». Хотя его подопечные восхищались им, его начинали бояться, если Мэйн употреблял алкоголь. В Белфасте и Ньютаунардсе после войны про Мэйна распространилось множество слухов и городских легенд: преимущественно они заключаются в том, что напившийся Мэйн мог вызвать в пабе любого на бой один-на-один и всегда побеждал. Многие современники писали о нём как об отважном военачальнике и крайне суровом противнике в бою.
Со временем Мэйн стал чаще обращаться к литературе, чем проводить свободное время в компании друзей: некоторые утверждают, что на эти изменения в поведении Мэйна повлияла кончина его отца во время войны. Позже родилась легенда, что Мэйну отказали в праве покинуть на время похорон воинскую часть, из-за чего он напился и устроил пьяный дебош в Каире, пытаясь побить находившегося там военного корреспондента Ричарда Димблби (при том, что он, скорее всего, находился в Лондоне). Современники полагают, что причиной слухов стало неверие общественности в подлинность отчётов об операциях, успешно проведённых Мэйном в составе Особой воздушной службы: хотя он ни разу не был ранен, во время службы в Ливийской пустыне он жаловался на хронические боли в спине.
С сослуживцами, которые плохо понимали сложную политическую ситуацию в Северной Ирландии, Мэйн нередко ввязывался в споры.

### Крест Виктории
Мэйн так и не был представлен к награждению Крестом Виктории, что вызывало недоумение у его современников. Событием, за которое Мэйна должны были представить к Кресту Виктории и которое отметил фельдмаршал Бернард Монтгомери, командующий 21-й группой армий, стал прорыв двух эскадронов джипов через линии фронта к Ольденбургу. Его действия не только позволили расчистить путь для 4-й Канадской дивизии, но и посеяли полнейшую дезорганизацию в рядах противника: тому способствовали «блестящие воинские лидерские качества и хладнокровная в меру отвага» (англ. brilliant military leadership and cool calculating courage), что в итоге позволило «выбить противника из стратегически важной деревни и в итоге переломить хребет вражеской обороне во всём секторе» (англ. drove the enemy from a strongly held key village thereby breaking the crust of the enemy defences in the whole of this sector). Однако, как и во многих действовавших случаях, была присуждена награда на одну степень ниже, которой оказался четвёртый орден «За выдающиеся заслуги» (здесь: орден с тремя планками).
Генерал-майор Роберт Лэйкок, начальник Штаба межвойсковых операций, писал Мэйну в письме, что военное руководство обязано наградить Мэйна крестом Виктории:

Мой дорогой Падди, я чувствую, что должен чиркануть тебе, только чтобы рассказать о том, насколько велика для меня честь иметь возможность обратиться к тебе, как к своему другу и как к офицеру, который преуспел в выполнении практически невозможного задания, получив минимум четыре ордена «За выдающиеся заслуги». (Мне сообщили, что ещё один такой сверхчеловек нашёлся в военно-воздушных силах).
Ты заслуживаешь намного большего, и, как мне кажется, соответствующее руководство в своей работе не разбирается. Если б разбиралось, то давно наградило бы тебя Крестом Виктории. Пожалуйста, даже не думай отвечать на это письмо, которое я отправляю с ощущением подлинного восхищения и одновременно глубочайшей чести быть с тобой знакомым.
Оригинальный текст (англ.)My dear Paddy, I feel I must drop you a line just to tell you how very deeply I appreciate the great honour of being able to address, as my friend, an officer who has succeeded in accomplishing the practically unprecedented task of collecting no less than four DSOs. (I am informed that there is another such superman in the Royal Air Force.)

You deserve all the more, and in my opinion, the appropriate authorities do not really know their job. If they did they would have given you a VC as well. Please do not dream of answering this letter, which brings with it my sincerest admiration and a deep sense of honour in having, at one time, been associated with you.

В июне 2005 года в Палате общин более 100 депутатов подписали открытое письмо следующего содержания:

Палата считает крайне несправедливым то, что было совершено в отношении подполковника Падди Мэйна из 1-го полка Особой воздушной службы, которому за совершённые деяния 9 апреля 1945 года под Ольденбургом на северо-западе Германии полагалось присуждение Креста Виктории. Отмечаем, что награду последовательно понизили на один уровень спустя полгода до третьей планки к ордену «За выдающиеся заслуги»; описание было, очевидно, подвергнуто корректировке, а основатель SAS Дэвид Стирлинг подтвердил, что против Мэйна существовали серьёзные предрассудки, а король Георг VI интересовался, почему Крест Виктории «загадочным образом миновал его». Отметим также, что 14 декабря исполнится 50 лет со дня несвоевременной смерти полковника Мэйна в автокатастрофе, а 29 января 2006 года будет отмечаться 150-летие подписания королевской грамоты об учреждении Креста Виктории. Поэтому мы призываем Правительство отметить эти юбилеи путём передачи соответствующим органам власти распоряжений о немедленном присуждении Креста Виктории за исключительную личную храбрость и лидерские качества высшего уровня, а также о признании того, что действия Мэйна в этот день спасли жизни многих людей и во многом обеспечили продвижение союзников к Берлину.
Оригинальный текст (англ.)This House recognises the grave injustice meted out to Lt Col Paddy Mayne, of 1st SAS, who won the Victoria Cross at Oldenburg in North West Germany on 9th April 1945; notes that this was subsequently downgraded, some six months later, to a third bar DSO, that the citation had been clearly altered and that David Stirling, founder of the SAS has confirmed that there was considerable prejudice towards Mayne and that King George VI enquired why the Victoria Cross had 'so strangely eluded him'; further notes that on 14th December it will be 50 years since Col Mayne's untimely death, in a car accident, and this will be followed on 29th January 2006 by the 150th anniversary of the signing of the Royal Warrant to institute the Victoria Cross; and therefore calls upon the Government to mark these anniversaries by instructing the appropriate authorities to act without delay to reinstate the Victoria Cross given for exceptional personal courage and leadership of the highest order and to acknowledge that Mayne's actions on that day saved the lives of many men and greatly helped the allied advance on Berlin.

В январе 2006 года в парламент Великобритании поступило официальное публичное обращение с требованием проанализировать действия Мэйна и добиться официального посмертного награждения крестом Виктории. Британское правительство отказалось проводить подобные обсуждения, однако Ассоциация имени Блэра Мэйна заявила, что намерена бороться дальше.

## После войны

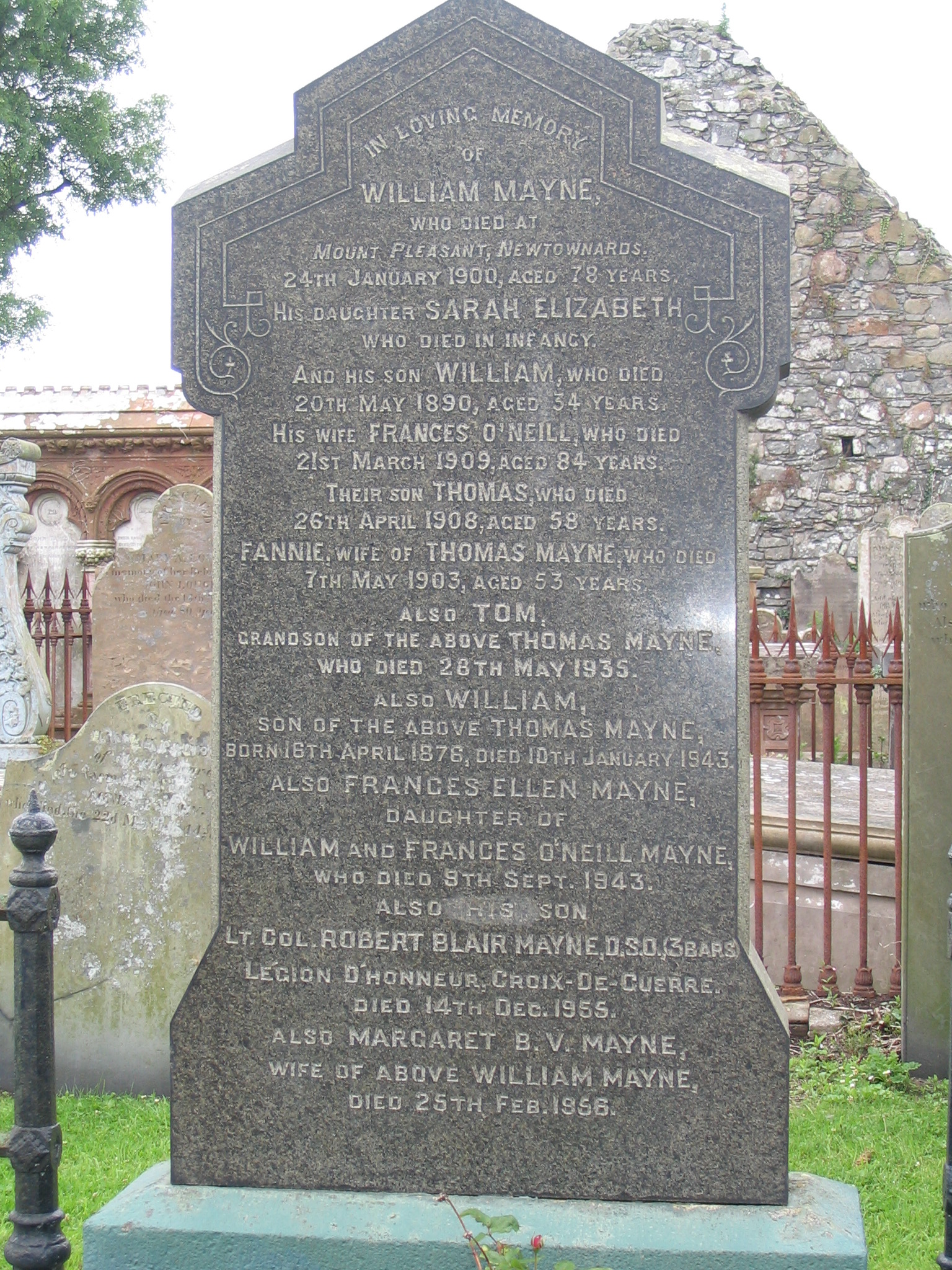
Надгробие на могиле Падди Мэйна в аббатстве Мовилла, Ньютаунардс

Некоторое время Мэйн работал после войны в Британской арктической службе на Фолклендских островах, пока из-за болей в спине, усугубившихся со времён службы в Ливийской пустыне, не покинул службу и не вернулся в Ньютаунардс. Там он работал солиситором, а позже стал секретарём Юридического общества Северной Ирландии. Из-за болей в спине он не смог даже посещать регбийные матчи. О своей воинской службе он редко кому рассказывал.
Ночью 13 декабря 1955 года, после встречи с представителями масонской ложи «Дружба» (англ. Friendship), Мэйн отправился с другом из ложи в Бангор, где выпивал с ним, а ближе к рассвету отправился домой. Примерно в 4 часа утра его тело обнаружили в его автомобиле Riley RM на Милл-стрит в Ньютаунардсе: как было установлено, Мэйн не пережил столкновение с автомобилем фермера.
На похоронах присутствовали сотни людей: Мэйна похоронили на старом кладбище аббатства Мовилла на участке рядом с могилами его родных. После смерти его масонский знак хранился долго время у его одноклассника, прежде чем был передан совету района Ардс на хранение и выставлен в качестве экспоната в кабинете мэра при совете (англ. Mayoral Chamber of the Council Offices).

## Память
- Бронзовый памятник Падди Мэйну не в натуральную величину установлен на площади Конуэй в Ньютаунардсе, имя Мэйна носит также западный проезд в городе.
- В 2003 году временной британской военной базе в Кувейте, где нёс службу 1-й батальон Королевского ирландского полка, было присвоено имя Блэра Мэйна. На этой базе подполковник 1-го батальона Тим Коллинс[англ.] обратился к солдатам с речью по поводу вторжения в Ирак.
- Мэйну посвящены следующие книги, в которых авторы стремились отделить подлинные факты от вымысла и городских легенд:
  - Colonel Paddy (Patrick Marrinan, 1960).
  - Rogue Warrior of the SAS: the Blair Mayne legend (Roy Bradford, Martin Dillon, 1989, переиздан в 2003), есть предисловие от Дэвида Стирлинга.
  - Stirling's Men: the inside history of the SAS in World War Two (Gavin Mortimer [Cassell, 2004]).
  - Paddy Mayne (Hamish Ross, 2004). Публикацию одобрила семья Мэйнов.
  - SAS: The History of the Special Raiding Squadron: Paddy's Men (Stewart McClean, 2006)
  - The Regiment (Michael Asher, 2007). В книгах используются выдержки из официальных документов, более точные по сравнению с дневниками лорда Киза.
  - Legendary Warrior of the SAS (John O'Neill, 2012). В книге представлены письма семье.

## Награды
|  | Орден «За выдающиеся заслуги» (четырежды кавалер)   | 24 февраля 1942 21 октября 1943 (1-я планка) 29 марта 1945 (2-я планка) 11 октября 1945 (3-я планка) |
|  | Звезда 1939—1945                                    | |
|  | Африканская звезда                                  | С металлической накладкой «8»                                                                        |
|  | Итальянская звезда                                  | |
|  | Французская и Германская звезда                     | |
|  | Медаль обороны                                      | |
|  | Военная медаль 1939—1945 с бронзовой дубовой ветвью | 24 февраля 1942 (упоминание в донесениях)                                                            |
|  | Орден Почётного легиона (офицерская степень)        | Франция                                                                                              |
|  | Военный крест 1939—1945                             | Франция                                                                                              |